# 궁둥구멍근신경
궁둥구멍근신경(piriformis nerve, nerve to pirifomis), 또는 이상근신경은 궁둥구멍근(pirifomis muscle)에 분포하는 말초 신경이다.

## 구조
궁둥구멍근신경은 엉치신경얼기 S1과 S2의 앞가지에서 시작된다. 이후 궁둥구멍근의 앞면으로 들어간다. 이 신경은 두 개일 수 있다. L5, S1, S2의 앞가지 뒤갈래(posterior division)에서 비슷하게 시작되는 아래볼기신경(inferior gluteal nerve)과 혼동해선 안된다.

## 기능
궁둥구멍근신경은 궁둥구멍근에 분포한다.

## 같이 보기
- 엉치신경얼기

## 참고 문헌
이 문서는 현재 퍼블릭 도메인에 속하는 그레이 해부학 제20판(1918) page 957의 내용을 기초로 작성된 글이 포함되어 있습니다.